# Aloe rosea
Aloe rosea é uma espécie de liliopsida do gênero Aloe, pertencente à família Asphodelaceae.